# Palais Khevenhüller-Metsch

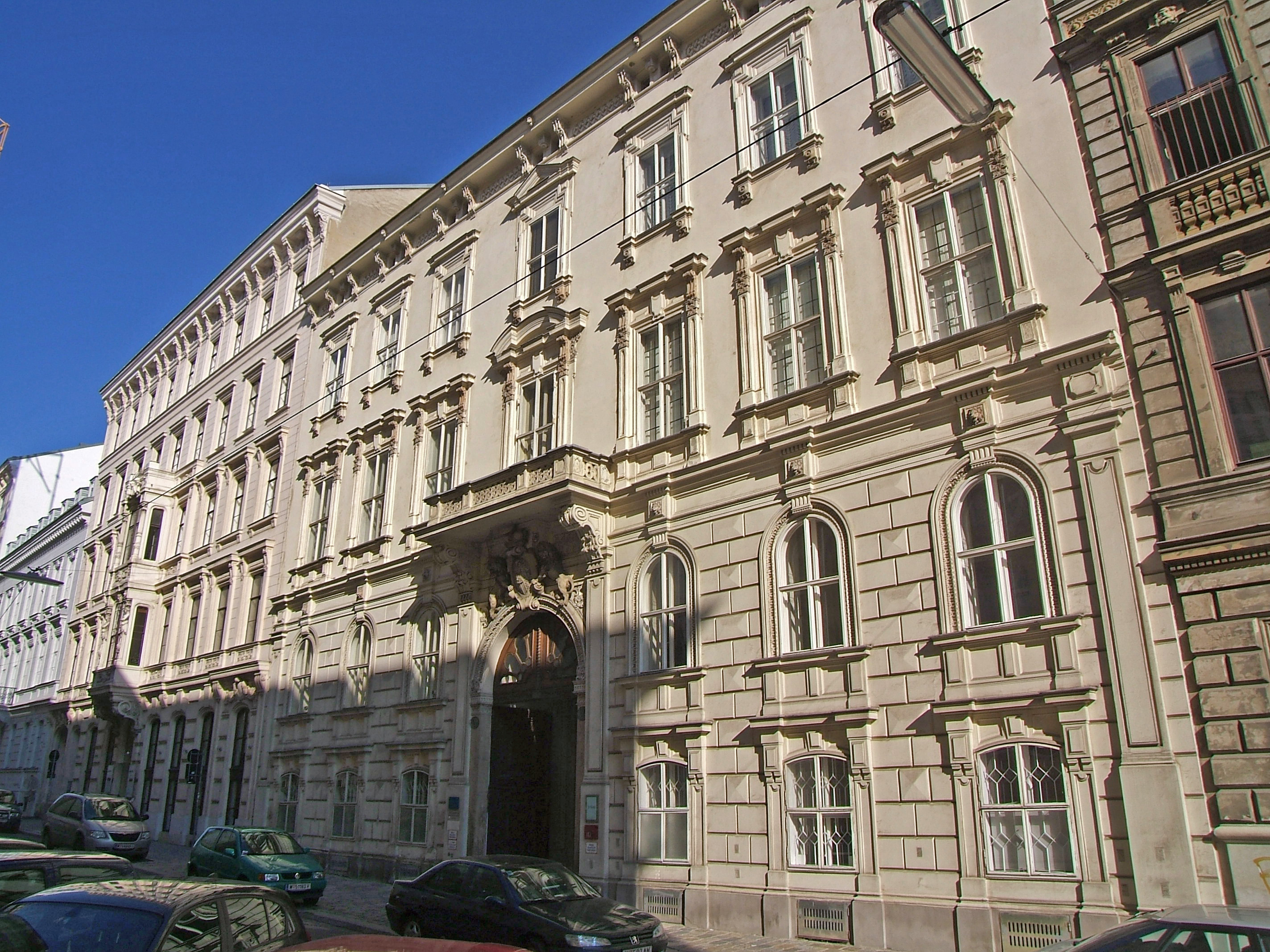
Palais Khevenhüller-Metsch

Das Palais Khevenhüller-Metsch befindet sich im 9. Wiener Gemeindebezirk Alsergrund, Türkenstraße 19.

## Geschichte
Anton Richard Fürst Khevenhüller-Metsch ließ 1858 das frühhistoristische Palais von den Architekten Johann Romano und August Schwendenwein im Stil des barocken Wiener Palaistyps erbauen.

## Beschreibung
Die hohe zweigeschoßige Sockelzone mit Diamantquaderung ist im Mezzanin mit Segmentbogenfenster und im zweiten Geschoß mit Rundbogenfenster versehen. Die Mittelachse wird durch ein hohes Rundbogenportal mit seitlichen Pilastern betont. Unter dem Steinbalkon befindet sich eine von Löwen flankierte Wappenkartusche. Die Sockelzone wird seitlich mit Riesenpilastern abgeschlossen. Die Mittelachse ist auch in den Obergeschoßen durch eine besondere Fensterverdachung betont. Während die additiv gereihten Fenster sonst eine gerade Verdachung haben finden wir hier verkröpften Segmentgiebel und im letzten Geschoß Knickgiebel. 